# Садовий (Ульяновська область)
Садовий (рос. Садовый) — селище в Бариському районі Ульяновської області Російської Федерації.
Населення становить 56 осіб. Входить до складу муніципального утворення Малохомутерське сільське поселення.

## Історія
Від 2004 року входить до складу муніципального утворення Малохомутерське сільське поселення.

## Населення
| 2010 |
| ---- |
| 56   |